# Hanna Zajc
Hanna Zajc, född 15 februari 1987, är en svensk taekwondoutövare. Zajc deltog i de olympiska sommarspelen 2008 i Peking och placerade sig där på 7:e plats. Hon bor i Malmö och tävlar för KFUM Poeun. 
Zajc har även tagit ett EM-silver och tre EM-brons.